# Карелин, Аполлон Андреевич
Аполло́н Андре́евич Каре́лин (23 января 1863, Санкт-Петербург — 20 марта 1926, Москва) — русский экономист, публицист-эсер, издатель, переводчик, адвокат, один из идеологов и теоретиков анархизма.

## Биография
Отец — художник и фотограф Андрей Осипович Карелин; мать — Евгения Никитична, урождённая Макаренко. У них родились трое детей: Людмила (р. 1862), Аполлон (1863) и Андрей (р. 1866).
В 1865 году семья переехала из Санкт-Петербурга в Кострому, где отец устроился работать у фотографа М. П. Настюкова. В 1866 году, при родах второго сына, умерла мать. И в 1869 году отец Карелина с тремя детьми и второй женой Ольгой Григорьевной (урождённая Лермонтова — дальняя родственница поэта) переехал в Нижний Новгород, где родились ещё трое детей: Ольга, Татьяна и Рафаил.

### Начало революционной деятельности
В 1873 году Аполлон Карелин начал учиться в Нижегородской гимназии. За распространение прокламаций в 1881 году был арестован, исключён из гимназии (9 марта), но царским повелением получил разрешение окончить гимназию. Сдав в мае 1882 года экзамены на аттестат зрелости, уехал поступать в Казанский университет, однако «произвёл беспорядок» ещё до зачисления в него и был вынужден бежать за границу — в Швейцарию. Вскоре вернулся и в 1883 году был выслан на три года в Западную Сибирь — в Усть-Каменогорск, затем — в Семипалатинск.
Американский публицист Д. Кеннан писал: «Из политических ссыльных в Ульбинске в то время жили, Александр Л. Блек, студент-юрист из города Саратова на Волге, Аполлон Карелин, сын известного фотографа из Нижнего Новгорода, Северин Гросс, молодой юрист из Ковенской губернии, и Виторт, технолог из Риги. Карелина сопровождала в Сибирь его жена, остальные же, сколько я мог судить, не были женаты». Карелин был женат на враче Евгении Фортунатовне Вериго; у них родился сын Андрей.
В 1887 году он опубликовал в «Юридическом вестнике» первую свою статью «Отхожие и кабальные рабочие». В 1888 году экстерном получил степень кандидата прав в Казанском университете, защитив диссертацию: «Общинное владение в Европейской и Азиатской России» и устроился в Нижнем Новгороде помощником присяжного поверенного.

### В Вологде. Сближение с эсерами
Был сослан на 4 года в Вологодскую губернию (по повелению царя от 22 января 1892 года) за принадлежность к «Санкт-Петербургскому террористическому кружку». Два месяца находился в ссылке в Яренске (с 7 (19) марта 1892 года), а затем ввиду болезни жены был переведён в Вологду. 19 мая 1892 года он обратился к Вологодскому губернатору за разрешением пользоваться библиотекой и неразработанными материалами Вологодского губернского статистического комитета для изучения и описания губернии, а 30 ноября 1892 года — к министру внутренних дел с просьбой о разрешении ему заниматься адвокатской практикой в Вологде и 5 февраля 1893 года получил такое разрешение. Был помощником присяжного поверенного К. А. Розанова. Занимаясь адвокатской практикой, посещал для участия в процессах Тотьму, Грязовец, Кадников.
В 1895 году был вызван в вологодский окружной суд, где должно было разбираться его дисциплинарное дело как адвоката. В суд не явился, предоставив справку о лечении в психиатрической больнице П. П. Кащенко. Дисциплинарное дело было прекращено в связи с истечением 6-месячного срока, Министр юстиции России Н. В. Муравьёв не получил отчет о дисциплинарном проступке, и в 1895 году Карелин не был исключён из адвокатуры.
В 1898 году работал секретарём управы в Юхнове, затем жил в Ельце. С 1900 года обосновался в Иркутске. Вёл преимущественно уголовные дела, в большинстве случаев отказываясь от гонорара. Был сотрудником «Восточного обозрения». Карелин серьёзно изучал общественные вопросы и экономику. Принял активное участие в событиях осени 1905 года.

### Политическая программа Карелина
14.10.1905 г. в Иркутске началась забастовка. 16.10. она охватила весь город: митинги, демонстрации, стачки. Существенную роль в этой забастовке сыграла агитация Карелина, являвшегося членом партии эсеров. В своих речах он призывал к установлению в стране народного представительства, к коренному изменению местного самоуправления на основе всеобщего (равного) избирательного права для всякого гражданина с 20 лет, призывал к установлению демократической республики с неотъемлемыми правами человека и гражданина: свободы слова, совести, печати, собраний, стачек, неприкосновенности личности и жилища, всеобщего равного избирательного права. Требовал предоставить широкую автономию для губернии, выступал за введение прогрессивного налога и отмену косвенных, за установление 8-часового рабочего дня, минимума заработной платы, страхование рабочих, создание профсоюзов. Во время забастовки Карелин возглавил вольную дружину города.

### События Первой Русской революции
21 октября был арестован, но вскоре выпущен. Арест не повлиял на его деятельность. 13 ноября 1905 г. на заседании забастовочного комитета Карелин проголосовал за резолюцию: 1) осуществление целей, преследуемых профсоюзами, невозможно без политической свободы; 2) сама по себе политическая свобода не является гарантией неимущим классам от эксплуатации; 3) при современном государственном строе России необходимость борьбы для достижения означенных целей совершенно очевидна; 4) в настоящее время выгодные условия для такой борьбы создаются профсоюзами, которые должны объединяться.
11 ноября 1905 г. был вновь арестован. В 1906 г. за свою революционную деятельность был лишён статуса помощника присяжного поверенного, формальным основанием стало то, что он ничего не сделал по доверенному ему бракоразводному делу, в то время как остальные за подобные нарушения получали выговор.

### В эмиграции. Сближение с анархистами
В 1906 эмигрировал во Францию, преподавал в Русской высшей школе социальных наук в Париже, входил в парижскую террористическую группу эсеров (1909).
В 1909 после разоблачения Е. Ф. Азефа отошёл от эсеров. Официально перейдя к анархистам в 1911 году, сближается с лидером анархистов П. А. Кропоткиным. В 1912-14 — сотрудник, затем член редакции и фактический редактор анархистской газеты «Голос труда». Один из организаторов внепартийной анархистской группы «Вольных социалистов» (1912, Париж, с начала 1913 — «Братство вольных общинников» или Федерация анархистов-коммунистов) и её печатного органа — журнала «Молот» и «Общества активной помощи политическим каторжанам и ссыльным». Автор многочисленных публикаций «Братства».
В 1913 один из инициаторов созыва за границей съезда русских анархистов-коммунистов. 2 ноября 1913 Карелин большинством голосов исключён из организации за раскольническую деятельность. В 1914 году участвовал в издании анархистской газеты «Хлеб и воля» в Париже.

### Революции 1917 года. В Советской России
В июне 1917 возвратился в Россию, участвовал в петроградских изданиях анархистов в газетах «Буревестник» и «Труд и воля» (1917—1918, в последней — редактор). В 1918 году в Москве, стал одним из создателей «Всероссийской федерации анархистов-коммунистов», был также членом секретариата, редактором журнала «Вольная жизнь». Осуществлял организационную работу по взаимодействию законспирированных кружков анархистов-мистиков в различных городах России. С 4 по 10 июля 1918 года участвовал в работе V Всероссийского съезда Советов рабочих, крестьянских, солдатских и казачьих депутатов в Москве, где был избран от анархистов в члены ВЦИКа. Один из организаторов и участник I-го Всероссийского съезда анархистов-коммунистов (Москва, 25—28 декабря 1918 года). Возглавлял анархистскую фракцию ВЦИК нескольких созывов, выступал за сотрудничество с большевиками. В том же году возродил в России «Чёрный крест помощи нуждающимся и заключенным анархистам».
Как показывал в 1933 году на допросе в ОГПУ М. И. Сизов, в 1920 году вместе с Андреем Белым Карелин создал «Восточный отряд Тамплиеров Всемирного ордена Тамплиеров» (по другим источникам известно ещё одно её название — «Орден света») — тайную организацию, в её программе сочетались элементы масонства и мистического анархизма.
С 8 февраля 1921 года член группы Всероссийского общественного комитета по увековечению памяти П. А. Кропоткина, с сентября 1921 — член бюро этого комитета. В 1923—1926 — член анархистской секции Музея имени П. А. Кропоткина в Москве, занимался литературной деятельностью. В 1924 году вместе с А. А. Солоновичем выступил организатором создания ежедневной газеты «Рассвет» (издавалась в Чикаго). Сотрудничал в заграничных анархистских изданиях — газетах «Американские известия» (Нью-Йорк), «Волна», «Рассвет» (Чикаго), «Голос труда» (Буэнос-Айрес, Аргентина), журнале «Пробуждение» (Детройт). Умер от инсульта, в 11 часов, 20.03.1926. Похоронен на Новодевичьем кладбище недалеко от могилы П. Кропоткина.

## Публикации